# Château de Karlsruhe
Ne doit pas être confondu avec Château de Karlsburg.
Le château de Karlsruhe (Karlsruher Schloss en allemand) est un château situé au centre de la ville de Karlsruhe, en Allemagne. Il a été édifié en 1715 pour le margrave Charles-Guillaume de Bade-Durlach. Jusqu'en 1918, il a servi de résidence officielle aux margraves puis grands-ducs de Bade. Il accueille depuis 1921 le musée national badois.

## Histoire

### Genèse

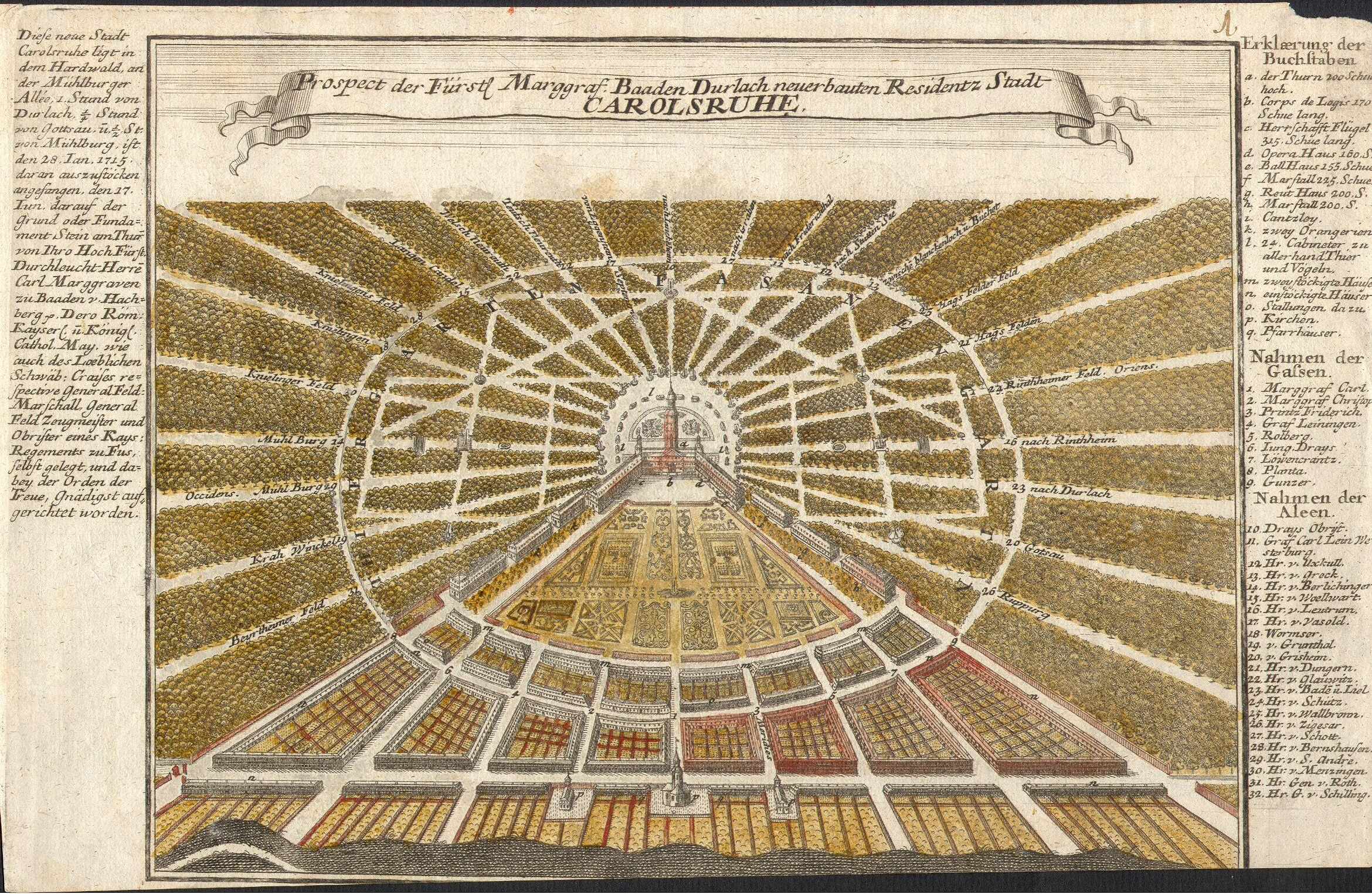
Plan de Karlsruhe en 1721.

Avant la fondation de Karlsruhe, les margraves de Bade-Durlach résidaient au château de Karlsburg, situé à Durlach. La fondation de Karlsruhe est souvent présentée grâce à une légende : le margrave Charles-Guillaume de Bade-Durlach se serait endormi au cours d'une chasse dans la forêt près de Durlach. Il aurait alors rêvé d'un château qui rayonnerait comme un soleil, et d'une ville dont les rues figureraient les rayons. Il dessine ensuite sa vision puis fonde la ville de Karlsruhe, dont le nom signifie « le repos de Charles ».
Derrière cette histoire se cache un conflit qui opposait le margrave aux habitants de Durlach depuis 1709. Par ailleurs, son château de Karlsburg avait été détruit pendant la guerre de Neuf-Ans, et ses efforts de reconstruction avaient échoué, notamment à cause du manque de place. Les travaux avaient donc été abandonnés en 1703. Le margrave, en faisant édifier une nouvelle capitale, voulait donc se dégager de toute contrainte matérielle et sécuriser son pouvoir en le mettant en scène, tout comme Louis XIV à Versailles.

### Premier château
Karlsruhe est officiellement née le 17 juin 1715. Le même jour, la première pierre du château est posée. Il se trouve alors dans une vaste forêt giboyeuse, et le margrave fait tracer des allées formant des rayons autour de sa résidence, qui apparaît comme un soleil.
Les travaux, conduits par l'architecte Jakob Friedrich von Batzendorf, se poursuivent jusqu'en 1718. L'édifice primitif est construit en grande partie en colombages, masqués par des stucs et des enduits. Il faisait deux étages et possédait un toit à mansardes ainsi que des ailes obliques qui encadraient la petite ville naissante. À l'arrière du corps de logis, une tour est construite au centre précis du cercle qui structure la nouvelle ville de Karlsruhe et les allées du parc. De l'autre côté, sur la face sud, le margrave fait planter un jardin à la française. Le château est alors un parfait exemple du baroque tardif et de l'absolutisme.

### Second château

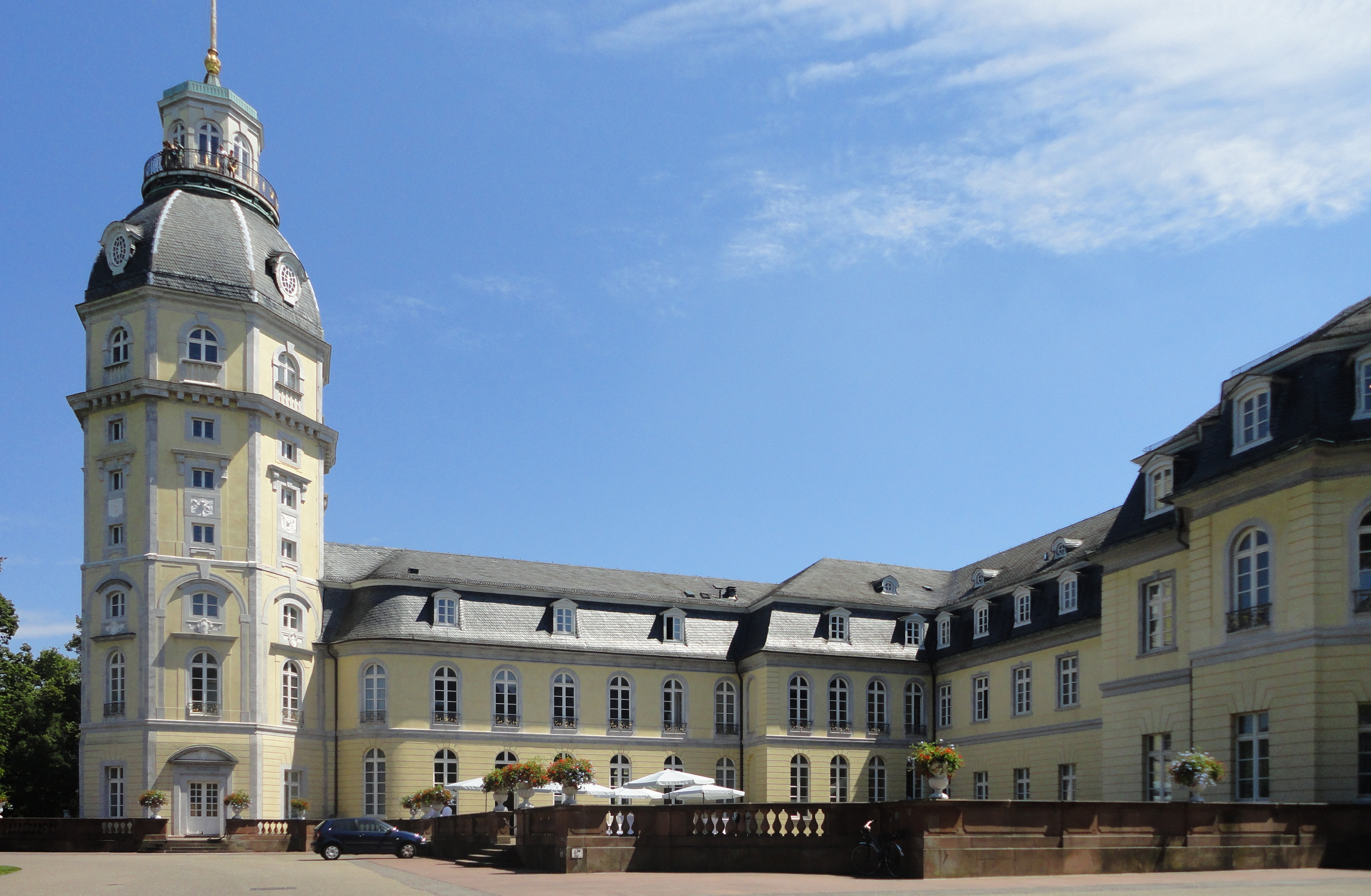
La tour coiffée d'un dôme.

Le château est entièrement refait en pierres en 1752, au début du règne de Charles Ier de Bade, sur des plans d'Albert Friedrich von Kesslau. L'architecte conserve l'agencement initial, mais insère des pavillons à la jonction entre les ailes et le corps central, ce qui permet d'adoucir l'aspect général. Seule la tour est conservée telle quelle, mais elle est finalement coiffée d'un dôme en 1785. Les extérieurs sont terminés vers 1770, et les intérieurs en 1775. Ces derniers sont de style rococo.
Bien que l'étiquette en usage à Karlsruhe soit largement inspirée de celle de Vienne, Charles Ier de Bade et sa première femme Caroline-Louise de Hesse-Darmstadt sont des francophiles et ils importent une grande quantité de mobilier parisien pour meubler le château. Ils font installer leurs appartements privés dans l'aile ouest, et le margrave fait aussi aménager des appartements d'été dans le pavillon du nord-est. Il fait également refaire les jardins à l'anglaise. Le règne du margrave est marqué par de grandes célébrations et des visites de Goethe et de Voltaire. Lors des Guerres napoléoniennes, le margraviat de Bade devient un grand-duché et annexe de nombreux territoires, mais les ingérences françaises dans les affaires de l'État et les difficultés économiques affaiblissent le pays.
En 1801, Friedrich Weinbrenner restaure la chapelle, puis en 1806, il refait la salle du trône. Néanmoins, lors de l'installation de la nouvelle grande-duchesse Stéphanie de Beauharnais au château, celui-ci est largement démodé. Wienbrenner poursuit donc d'importants travaux à partir de 1811, réalisant notamment des appartements de style Empire.
Lors de la Révolution de Mars, Léopold Ier de Bade est brièvement contraint de quitter le château en 1849 avec sa famille. À la fin de la Première Guerre mondiale, en 1918, les monarchies allemandes sont abolies les unes après les autres. Le grand-duché de Bade devient une république, et la famille grand-ducale quitte Karlsruhe. Le château, qui contient de riches collections archéologiques rassemblées par les grands-ducs, devient un musée en 1919.

### Destruction puis reconstruction
Le château est incendié le 27 septembre 1944, lors d'un bombardement britannique, et brûle pendant deux jours. Les collections du musée avaient été évacuées auparavant, mais tous les intérieurs baroques et néoclassiques sont perdus. Seuls les murs extérieurs ont résisté au feu, ce n'est qu'en 1955 que la reconstruction commence. Celle-ci a redonné au château son aspect extérieur initial, mais les salons en enfilade n'ont pas été recréés. À la place, les architectes ont inséré de nouveaux étages en béton, plus propices à la présentation des collections du musée. Le Musée national badois a ouvert ses portes en 1959 et les travaux ont été achevés en 1966,.

## Jardins

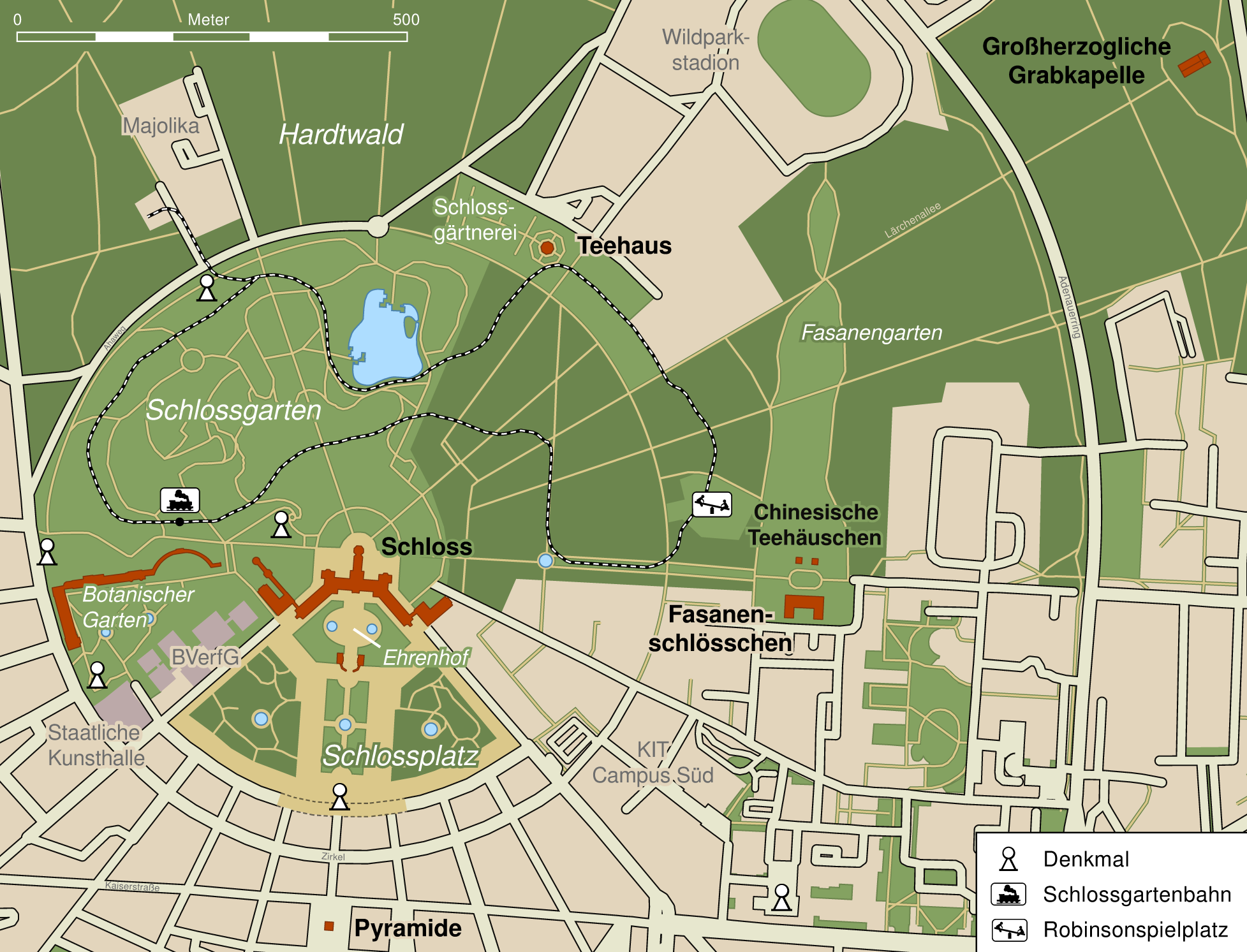
Plan des jardins.

Les jardins du château (de) occupent la moitié nord du cercle qui structure le centre de Karlsruhe. Ils ont été aménagés dans la forêt d'Hardt (de), la forêt qui s'étendait à la place de la ville, de 1731 à 1746 par Christian Thran dans le style baroque français. Ils ont finalement été refaits à l'anglaise sous Charles Ier. L'exposition fédérale d'horticulture (de), qui s'y est tenue en 1967, a permis un renouveau des jardins, par exemple avec l'installation d'un petit chemin de fer. Ils comprennent des sculptures, des monuments, des fontaines et des pavillons chinois. Plusieurs bâtiments ont aussi été ajoutés, comme une manufacture de majoliques (de), le Wildparkstadion et le Tribunal constitutionnel fédéral.

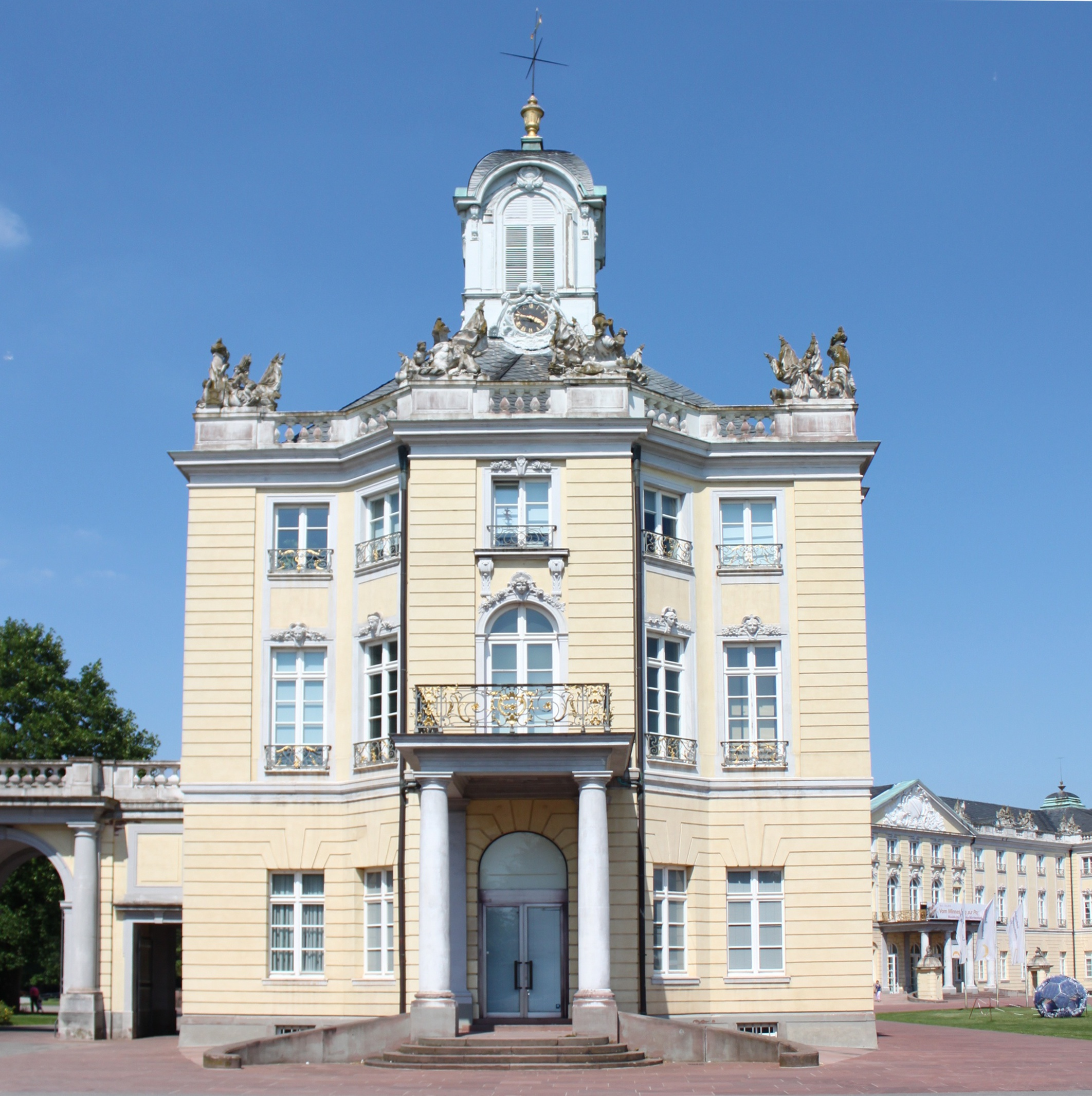
L'extrémité de l'aile ouest.
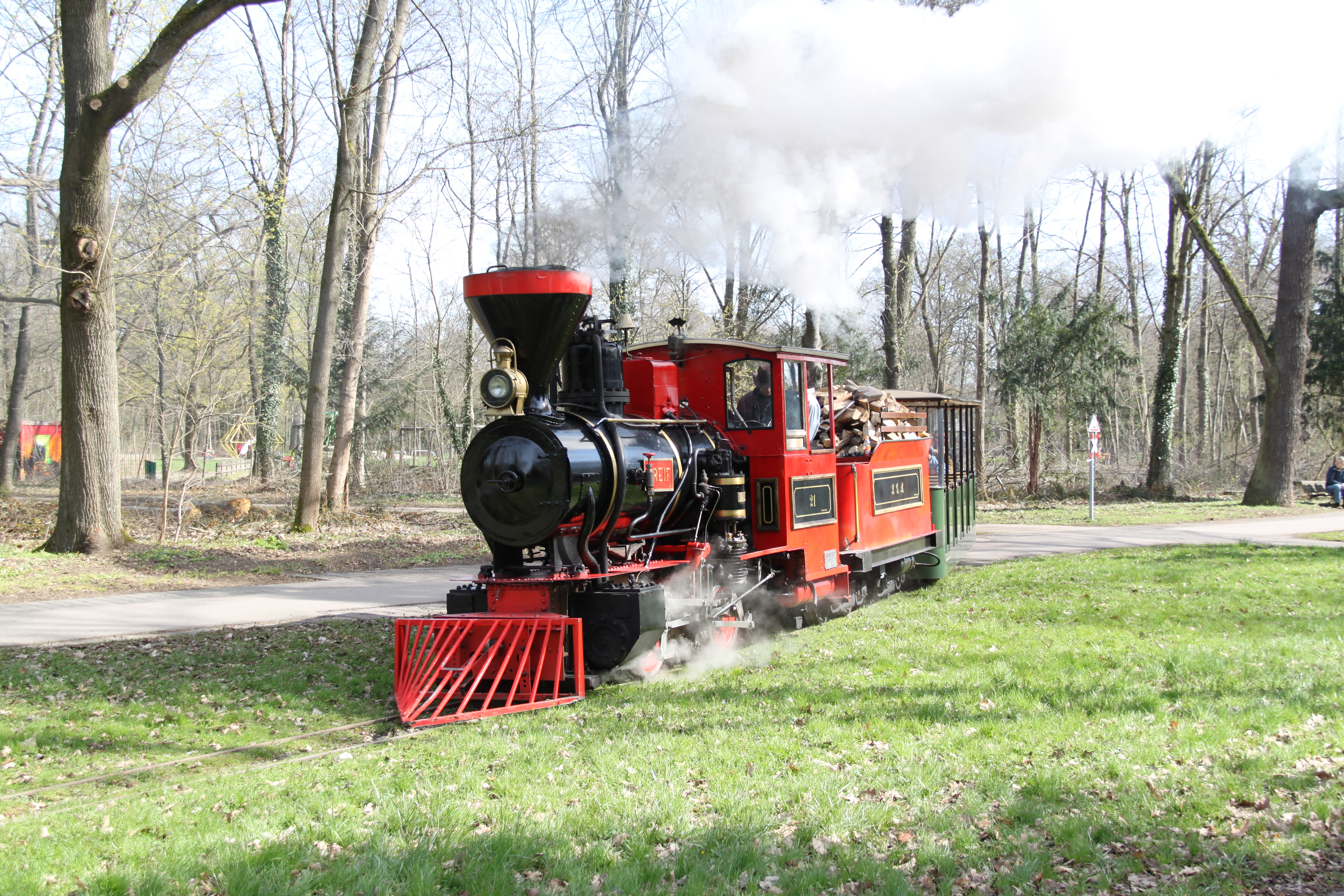
Le chemin de fer (de).
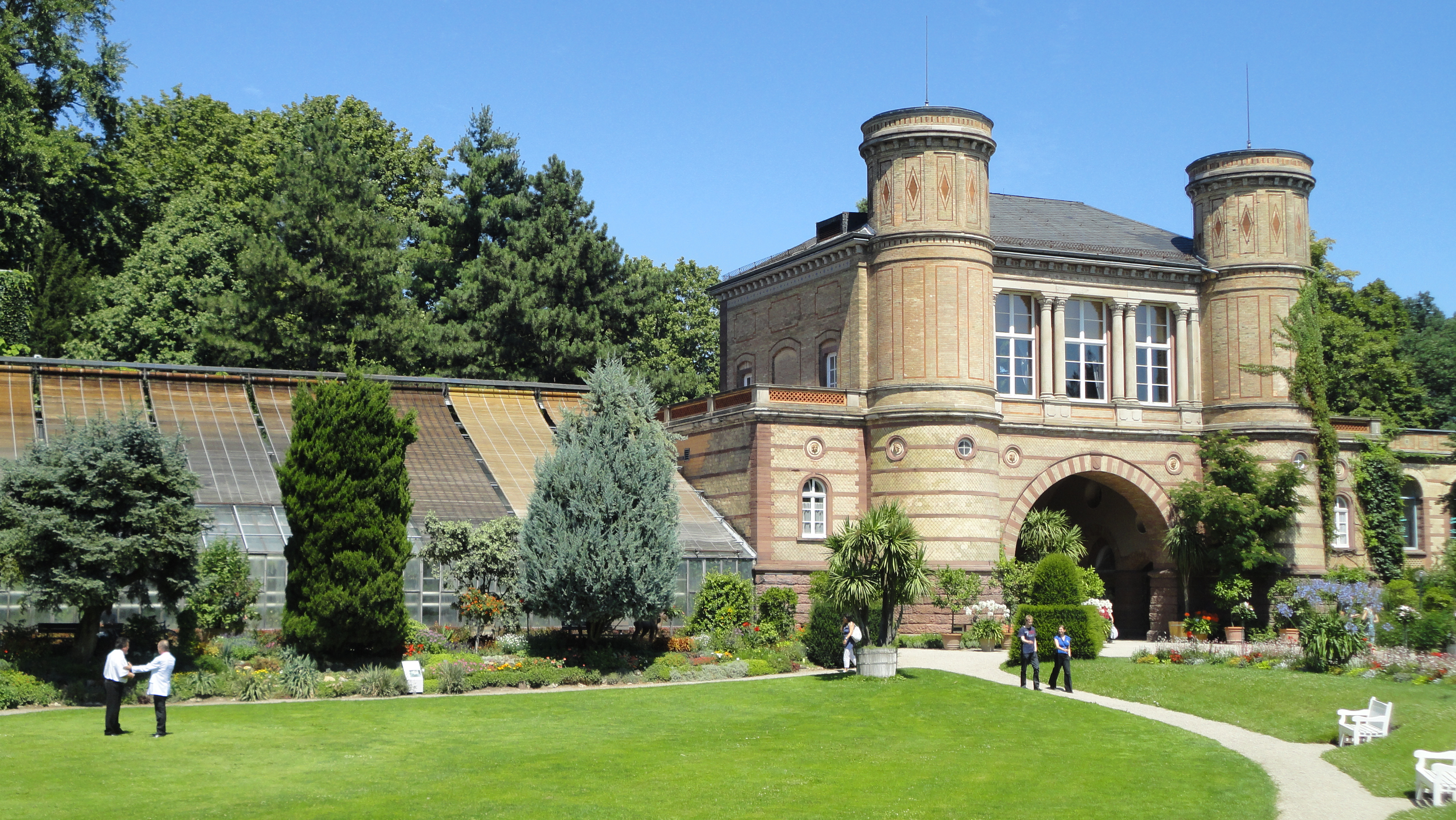
Le jardin botanique.
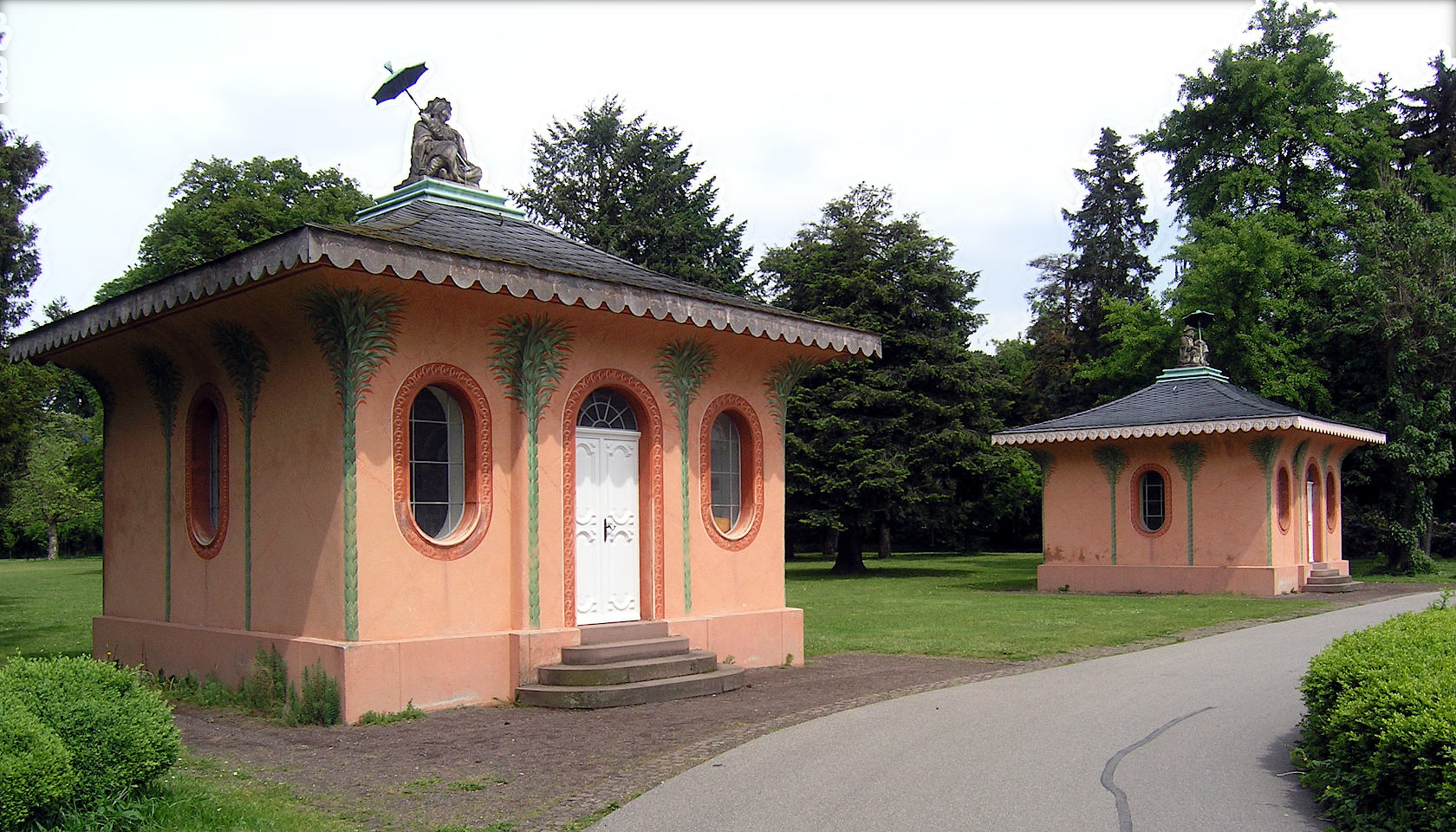
Les pavillons chinois.
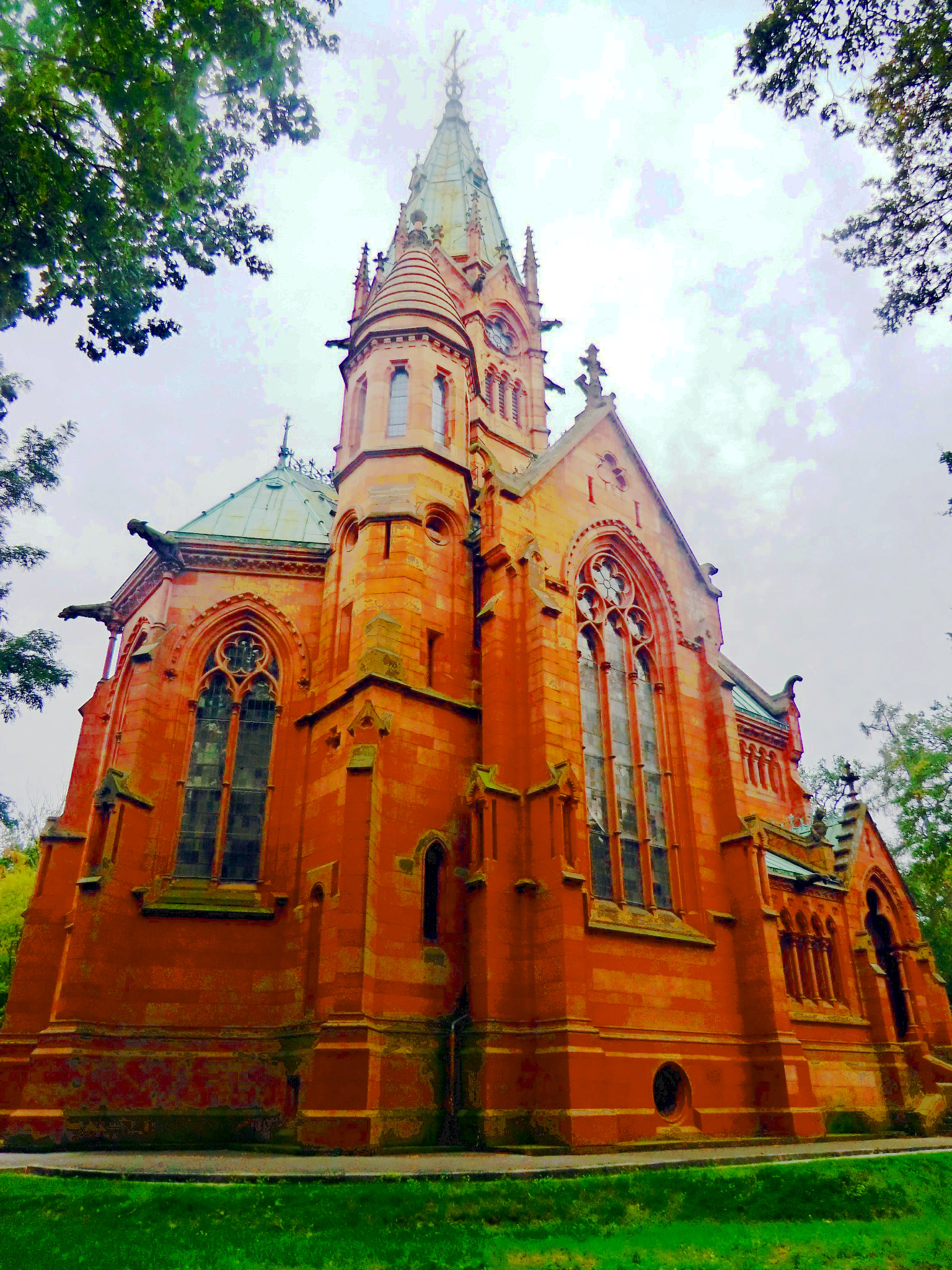
La chapelle funéraire grand-ducale (de).
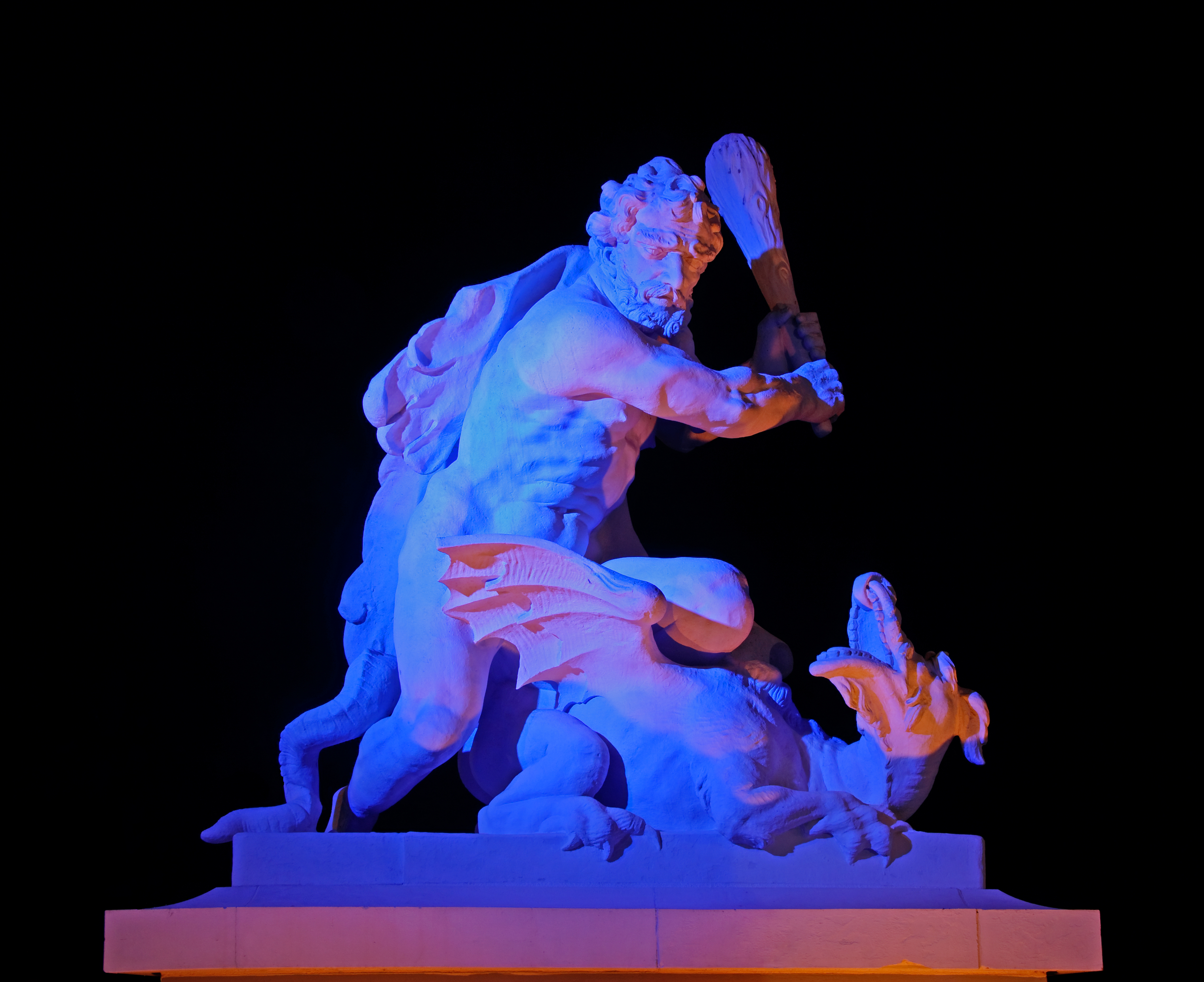
Héraclès et le dragon, copie d'une sculpture réalisée en 1767 par Ignaz Lengelacher placée dans le square du château de Karlsruhe.
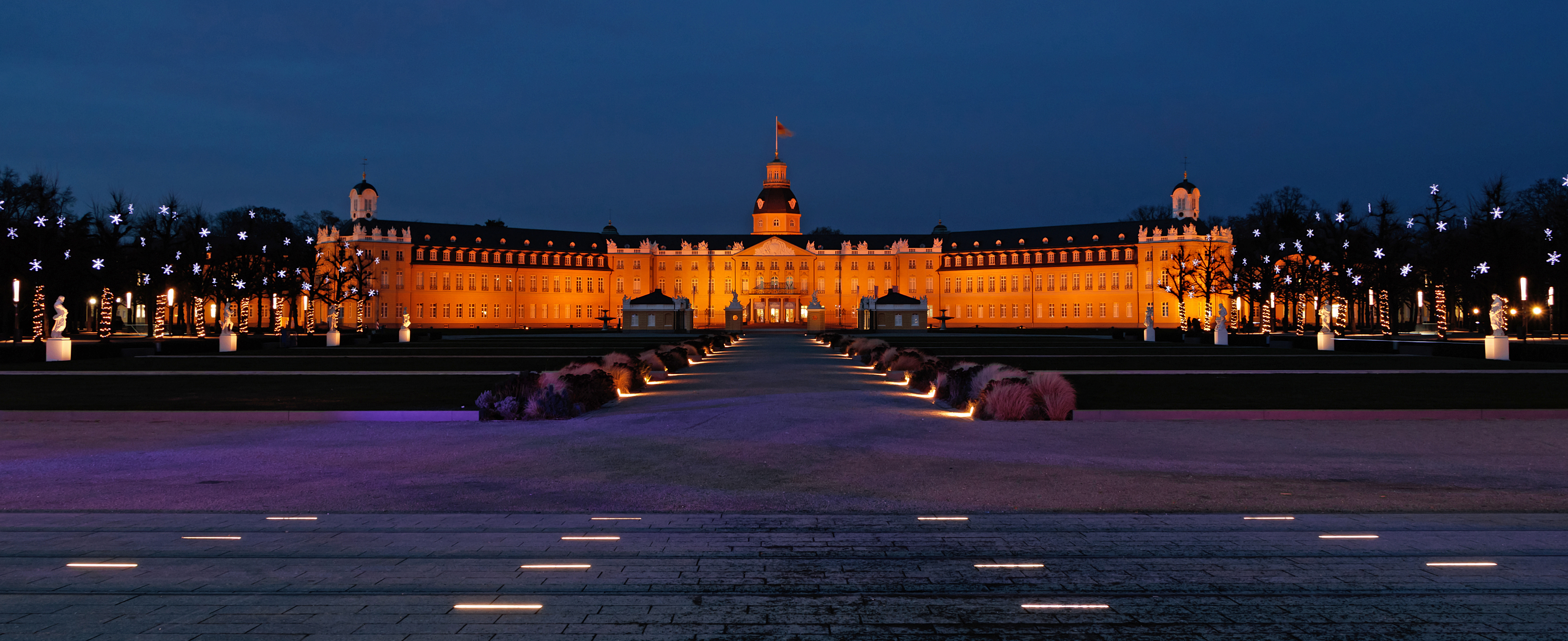
L'entrée du château de Karlsruhe dans les illuminations de Noël en janvier 2019.